# Batalla de Heavenfield
La batalla de Heavenfield es va lliurar el 634 entre els exèrcits d'Osvald de Northúmbria i els Britans i Gal·lesos del rei Cadwallon ap Cadfan de Gwynedd, que van ser derrotats.

## Rerefons
Una força aliada entre Cadwallon i el rei pagà Penda de Mèrcia havia envaït Northúmbria i el 12 d'octubre del 633, van derrotar i donar mort al rei Edwin de Northúmbria a la batalla de Hatfield Chase. La mort del rei va portar la confusió entre el regne del nord, que es va dividir en dos sub-regnes històrics: Bernícia al nord i Deira al sud.
Penda es va retirar a les seves terres de Mèrcia, però Cadwallon es va quedar amb els seus homes per saquejar el territori dels vençuts.
El tron de Bernícia va recaure en Eanfrith, qui havia estat exiliat per Edwin, però el seu regnat va ser curt, ja que va ser assassinat per Cadwallon mentre intentava negociar la pau. Deira fou governada per Osric, cosí d'Edwin, qui també va caure sota l'espasa de Cadwallon en batalla.
Fou llavors quan Osvald, germà d'Eanfrith, va retornar del seu exili a Dál Riata reclamant la corona de tots dos regnes.

## Batalla
Osvald i els seus homes van prendre posicions defensives al costat de la muralla romana d'Hexman mentre Cadwallon avançava des de York seguint l'antiga via romana. Segons Beda, la nit abans de la batalla Osvald va tenir una visió del sant Columba d'Iona i el dia de l'enfrontament, va fer alçar una creu com estendard.
Cadwallon tenia més homes, però no van ser capaços de flanquejar la línia d'Oswald, que estava protegida per la muralla romana i al final van començar a fugir cap al sud. Els homes de Northúmbria es van llençar en la seva persecució i molts gal·lesos caigueren morts mentre fugien, entre ells el mateix Cadwallon.

## Fests posteriors
Després de la victòria, Osvald va unificar Deira amb Bernícia i va esdevenir rei de Northúmbria, sota el símbol de la creu cristiana. Malgrat tot, el seu regnat no va ser llarg doncs vuit anys més tard fou derrotat i mort per Penda de Mèrcia a la batalla de Maserfield. Fou succeït pel seu germà Oswiu.

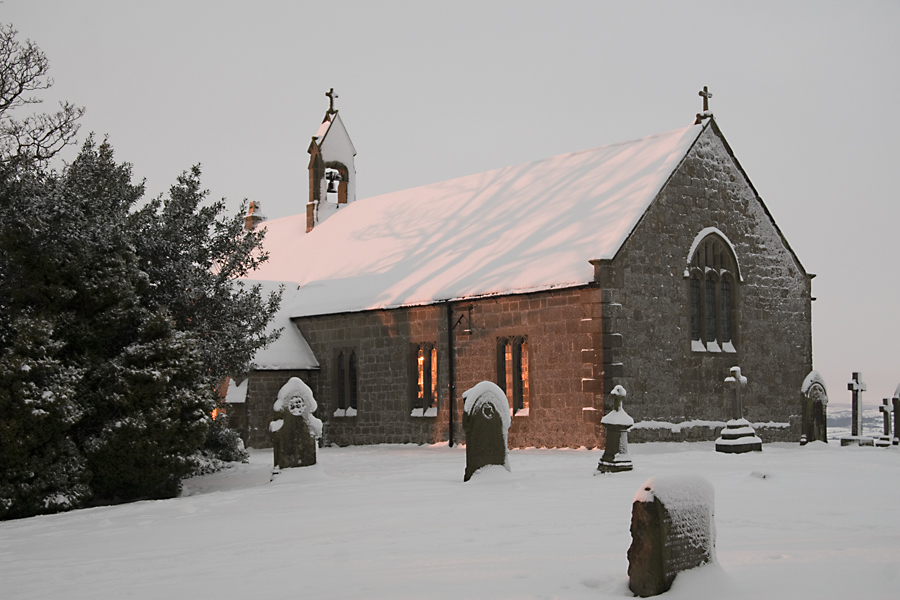
Església de St Osvald, Heavenfield